# This Is Where Death Begins

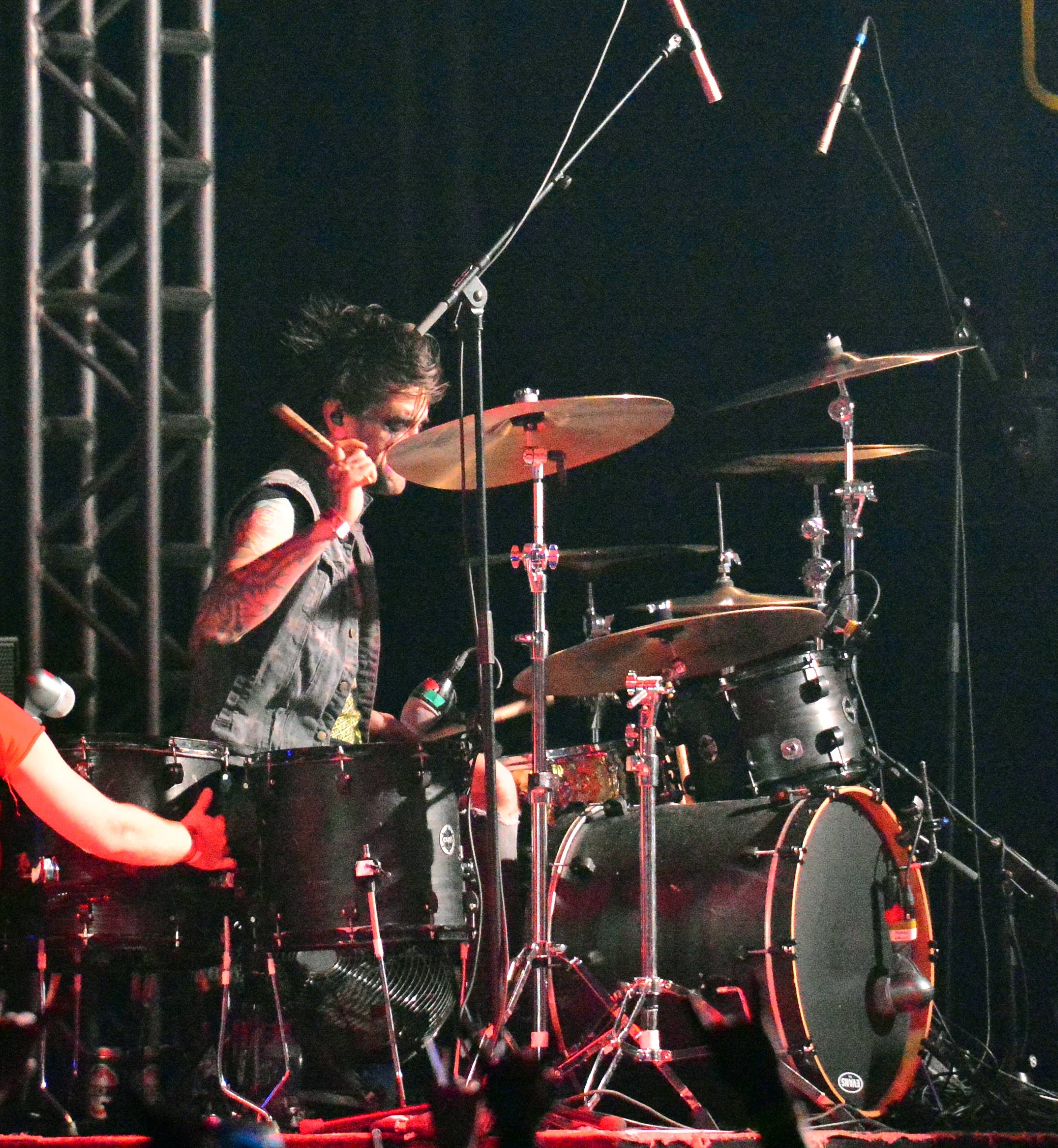
Combichrist

This Is Where Death Begins är det åttonde studioalbumet från Combichrist, I detta album så fortsätter Andy att experimentera genom att kombinera tunga beats med hårda rebelliska guitarrer. Han kombinerar Industrial Metal med EBM och Metalcore
Genrer är Industrial Metal / Aggrotech / EBM / Metalcore

## Låtlista
1. We Are The Plague
2. My Life My Rules
3. Glitchteeth
4. Exit Eternity
5. Skullcrusher
6. Time Again
7. Destroy Everything
8. Tired of Hating You
9. Don't Care How You Feel About It
10. Blackened Heart
11. Pay To Play Feat. Chris Motionless
12. Slakt
13. Black Tar Dove Part. 01
14. Black Tar Dove Part. 02
15. Homeward

### Live At Summer Breeze 2015
1. Just Like Me
2. No Redemption
3. Zombie Fistfight
4. Can't Control
5. Maggots At The Party
6. Retreat Hell Part. 01
7. Never Surrender
8. Blut Royale
9. What The Fuck Is Wrong With You?
10. Love Is A Razorblade

### History of Madness
1. Brain Bypass
2. Adult Content
3. Winteryear
4. Without Emotions
5. Live of The Dead
6. History of Madness
7. The Kill
8. Spit
9. Vater Unser
10. Turmoil
11. Industrial Strenght
12. Convenient Silence
13. Strike
14. Bullet Fuck
15. God Warrior
16. God Bless